# Johann Crauel (Mediziner)
Johann Crauel (auch: Johannes Cravel und Johann Cravelius; geboren 2. Juli 1581 in Alfeld an der Leine; gestorben 8. Januar 1665 in Osterode am Harz) war ein deutscher Arzt, Physicus und Bürgermeister von Osterode.

## Leben
Johann Crauel war Sohn des fürstlich Braunschweig-Lüneburgischen Oberförsters Friedrich Crauel (Sohn des Jost Crauel und der Anna Süstermann) und dessen Ehefrau Anna von Gellern, Tochter des Arendt von Gellern und der Catharina von Hencken.
Crauel studierte das Fach Medizin an den Universitäten Helmstedt, Wittenberg und Rostock. Einer seiner Wirkungsorte war Einbeck. Crauel wirkte als Fürstlich Braunschweig-Lüneburgischer Leibmedicus für die verwitwete Herzogin Dorothea Sophie von Schleswig-Holstein-Sonderburg-Glücksburg in ihrer Residenz auf Schloss Herzberg. Hauptsächlich wirkte er jedoch als Stadtphysikus und Osteroder Bürgermeister.

## Familie
Crauel heiratete am 28. April 1614 Anna Christine Hattorf (1591–1665), Tochter des fürstlichen Faktors Heinrich Hattorf (1551–1613) und dessen 1593 geehelichter Frau Elisabeth Dortmund (1561–1640). Ein Sohn des Ehepaares war der Fürstlich Calenbergische Landsyndikus, Kurhannoversche Hofgerichts-Assessor und Bürgermeister der Stadt Einbeck Johann Friedrich Crauel, ein anderer der Mediziner und spätere Bürgermeister Osterodes Statius Henrich Crauel.
In zweiter Ehe heiratete er am 28. Juli 1648 Anna Margarethe Engelbrecht (geb. 1606), Witwe des Johann Wolf und spätere Schwiegermutter seines Sohnes Statius Heinrich.